# Henrik von Sorø
Henrik von Sorø OCist (* vor 1470; † 30. Dezember 1538) war ein dänischer römisch-katholischer, ab 1533 lutherischer Zisterzienser, Reichsrat, Visitator und Abt.

## Leben

### Ausbildung und Ordensleben
Henrik von Sorø stammte aus einer jütländischen Familie des niederen Adels und studierte an der Universität Greifswald, wo er 1491 das Baccaleureat und 1492 das Magisterium erwarb. Diese gesicherten Jahreszahlen lassen vermuten, dass sein Geburtsjahr vor 1470 anzusetzen ist. Nachdem er in das Kloster Øm eingetreten war, wurde er schon 1494 zum Abt des Klosters Vitskøl postuliert, des Mutterhauses von Øm. Während seiner Amtszeit sorgte er für die akribische Archivierung und Verschriftlichung der bischöflichen, päpstlichen und königlichen Privilegien seiner Abtei, woraus auf ein waches Wissen um die bevorstehenden religiösen Auseinandersetzung geschlossen wird. Henriks Berufung in den Reichsrat zeugte von seiner politischen Reputation, zumal kein anderer Abt eines vergleichbar kleinen Klosters diese Stellung erreichte.
Um 1502 wurde Henrik in das Kloster Esrom postuliert, das Mutterhaus von Vitskøl und direkte Filiation von Clairvaux. 1508 folgte die Wahl Henriks zum Abt des Klosters Sorø, wo er dreißig Jahre wirkte. Obwohl in eine unbedeutendere Abtei postuliert, waren damit weitreichende Rechte zur Visitation verknüpft. Seit 1410 erhielten die Äbte von Sorø den ordensinternen Auftrag, als Bindeglied zwischen dem Generalkapitel von Citeaux und den einzelnen Abteien in Skandinavien zu fungieren. Henrik baute diese Vorrangstellung weiter aus und visitierte mehrere Jahrzehnte alle skandinavischen Ordenshäuser, wodurch er die sich anbahnende Reformation in Skandinavien als Augenzeuge miterlebte. Trotz seiner Ordensverpflichtungen blieb Henrik als Abt von Sorø aktives Mitglied des Reichsrats und war Zeuge weichenstellender Ereignisse von nationaler Bedeutung. Die Urkunde zur Erklärung der dänischen und norwegischen Reichsräte zur Thronbesteigung von König Christian II. vom  22. Juli 1513 trägt seinen Namen als ersten nach den Bischöfen. 1523 wird Henrik im Vertrag zwischen den Bürgern von Kopenhagen und dem Reichsrat unmittelbar nach dem Reichskanzler und Bischof Lage Urne von Roskilde genannt.
Die 1516 verliehene Führung der Pontifikalien durch Papst Leo X. bekräftigte die Verdienste Henriks, der dadurch nicht nur das Privileg der Exemtion aus der Jurisdiktion des Diözesanbischofs erhielt, sondern darüber hinaus auch seinen Mönchen die Niederen Weihen und die Weihe zum Diakon spenden durfte. Zugleich dispensierte Leo X. Henrik vom strengen Ordensfasten der Zisterzienser und gestattete ihm auf seinen ausgedehnten Visitationsreisen den Verzehr von Fleisch, Eiern und Milchprodukten.

### Kontakte zum Luthertum
1523 orientierte sich der Abt politisch neu und unterstütze Friedrich I., der als neuer König die Privilegien von Sorø und Henriks Funktion als Visitator bestätigte sowie alle Beamten im Reich anwies, ihn bei dieser Aufgabe zu unterstützen. 1527 veranlasste Henrik im Kloster Sorø eine Kirchenrenovierung und ersetzte das alte Kruzifix über dem Heilig-Kreuz-Altar durch ein von Claus Berg, dem führenden Bildhauer der Nation, geschaffenes. Es war damals das größte Kreuz von Dänemark. Das persönliche Wappen des Abtes auf der Rückseite dokumentierte sowohl seine Auftragsarbeit als auch die Selbstpräsentation des monastischen Prälaten. Mit dem prächtigen Grabstein zu Ehren des Erzbischofs Absalon von Lund, der 1201 als großer Wohltäter der Abtei in Sorö gestorben war, schuf Henrik 1536 das bedeutendste kulturelle Denkmal seines Abbatiates. Da im selben Jahr die Reformation in Dänemark den römischen Episkopat stürzte und alle katholischen Spuren in den Kirchen beseitigte, gilt diese Auftragsarbeit als öffentliches Bekenntnis zur römischen Obödienz.
Nach der Reformation bezeugen die wenigen Archivalien ein unklares Bild Henriks. Während er noch 1524 entschieden gegen die latente Ausbreitung des Luthertums auftrat, unterzeichnete er am 3. Juli 1533 einen Beschluss, mit dem sich die dänische Kirche zur Nationalkirche erklärte und die Gemeinschaft mit dem Papst aufkündigte. Wenige Tage später bat er jedoch mit weiteren Klerikern Clemens VII. um die Bestätigung Torbern Billes als Erzbischof von Lund. Wenngleich dieser Brief nie abgeschickt wurde, dokumentiert seine Unterschrift, dass Henrik die neuen Verhältnissen nicht akzeptierte. Trotzdem nahm er 1536 sein Mandat am Reichstag in Kopenhagen wahr, wo nach der Verhaftung der katholischen Bischöfe die Reformation besiegelt wurde. Zwei Monate vor seinem Tod bezeichnete der lutherische König Christian III. Abt Henrik als seinen Gefolgsmann und Ratgeber und bestätigte ihn als Visitator der fünf verbliebenen Zisterzienserklöster. Diese waren mittlerweile von ihren internationalen Beziehungen isoliert und bei den Gottesdiensten an die Liturgie der lutherischen Kirchenordnung gebunden.
Abt Henrik von Sorø starb am 30. Dezember 1538. Teile seiner römischen Pontifikalien, wie etwa die Mitra und die Pontifikalschuhe, wurden auch nach der Reformation in der Abtei Sorø mit großer Wertschätzung aufbewahrt.